# Utóirat (levelezés)
Az utóirat (latinul post scriptum; szűkebb értelemben a levelezésben egy levél végére, az aláírás után kifejezett „kiröppenő” gondolat.

## Terjedelme
Az utóirat terjedelme egyetlen szótól kezdve akár egy vagy több bekezdésnyi is lehet. Az utószó is egy hosszabb utóirat. 

## A kultúrában
- Számos dal címében szerepel pl. PS. I Love You (The Beatles. Cseh Tamás 1987-es albumának címe  Utóirat.
- A szó Kierkegaard egyik önálló művének címében is szerepel.